# Breutelia squarrosa
Breutelia squarrosa är en bladmossart som beskrevs av Georg Friedrich von Jaeger 1875. Breutelia squarrosa ingår i släktet gullhårsmossor, och familjen Bartramiaceae. Inga underarter finns listade i Catalogue of Life.